# Personaggi di Higurashi no naku koro ni

I personaggi principali (da sinistra verso destra): Shion, Satoko, Mion, Rika, Rena e Keiichi

In Higurashi no naku koro ni solo sei personaggi appaiono in ogni capitolo, fatta eccezione per Shion che non è presente nel primo. Il protagonista è Keiichi Maebara, un giovane ragazzo che si è trasferito recentemente ad Hinamizawa con la sua famiglia, e ha iniziato ad adattarsi alla vita del luogo. Keiichi ha un carisma naturale che gli permette di farsi amici facilmente. Uno dei suoi buoni amici è una ragazza della sua età di nome Rena Ryūgū. Quest'ultima, come lui, è nuova di Hinamizawa, avendo vissuto lì solo per un anno prima dell'inizio della storia. Prima del suo incontro con Keiichi, Rena diventò amica di una ragazza di un anno più grande, ovvero Mion Sonozaki, vista come il capo del gruppo e presidente del loro club. Mion ha una sorella gemella, Shion, che vive nella vicina città di Okinomiya. Anche se le loro personalità sono abbastanza differenti, lei e Mion si sono scambiate di posto in passato; il cambio è stato praticamente impossibile da individuare. Un altro degli amici di Keiichi è Satoko Houjou, una ragazza intelligente che è abbastanza brava nel preparare trappole durante i giochi con i suoi amici. Di solito ha una personalità energica e maliziosa, ma che nasconde un passato duro e traumatico. Satoko ha anche un fratello maggiore di nome Satoshi. L'amica di Satoko, Rika Furude, è il capo del tempio locale e copre il ruolo di una miko durante l'annuale Festival del Watanagashi. Nonostante la sua giovane età, talvolta esprime un tipo di saggezza attribuita normalmente a un'età più avanzata, ed è anche un'appassionata di sakè.
Dei personaggi rimanenti, i più importanti sono: Kuraudo Ooishi, un agente di polizia veterano che è deciso a risolvere il mistero degli omicidi annuali che si verificano a Hinamizawa primo della sua pensione; Jiro Tomitake, un fotografo professionista che viene a Hinamizawa ogni tanto; Miyo Takano, un'infermiera della clinica locale che ha un forte interesse per il passato e la cultura di Hinamizawa; Kyosuke Irie, il capo dottore della clinica locale.
Ci sono anche altri personaggi non visti in Higurashi no naku koro ni, che appaiono negli adattamenti manga. In Onisarashi-hen, la protagonista è una ragazzina con una personalità vivace di nome Natsumi Kimiyoshi, che si è appena trasferita da Okinomiya. In Yoigoshi-hen, il protagonista è un ragazzino di nome Akira Otobe, che si è trovato a vagare nella foresta intorno alla Hinamizawa abbandonata alcuni anni dopo.

## Higurashi no naku koro ni

### Protagonisti
Keiichi Maebara (前原 圭一?, Maebara Keiichi)
Doppiato da: Soichiro Hoshi
Si è appena trasferito da Tokyo a Hinamizawa e ignora il passato delle altre protagoniste. Viene subito accolto dal gruppo di Mion che lo accetta come membro nel club del dopo-scuola. I suoi genitori, mai coinvolti nella storia, non vengono inquadrati in volto in tutta la serie. Utilizza come arma una mazza da baseball appartenuta al fratello di Satoko. Il passato di Keiichi viene mostrato nel corso della prima serie fra rivelazioni più o meno forzate dello stesso. È figlio di un famoso artista, era uno studente come gli altri, con voti nella media e abbastanza mediocre. Quando però ha iniziato a mostrare una personalità sveglia e intelligente, iniziando a prendere interesse per lo studio, cominciò a sentirsi sopra i suoi compagni di classe, invincibile e soddisfatto. Keiichi diventò sempre più dotato, tanto che i suoi genitori e insegnanti cominciarono a pressarlo a mantenere alto i voti e i suoi amici a evitarlo, la noia e lo stress lo presero iniziando a deteriorarlo. Per rilassarsi, comprò una pistola ad aria compressa: da prima iniziò a sparare a del semplice cartone, ma per ribellarsi agli adulti e rilasciare lo stress, sparò a delle bambine del quartiere. Col tempo il ragazzo ci prese gusto, fino a che una sera non colpì all'occhio una bambina. Sentendosi per la prima volta in colpa Keiichi disse tutto ai suoi genitori, che coprirono la cosa e lo fecero trasferire a Hinamizawa. Keiichi è dotato di un naturale carisma che lo aiuta a stringere facilmente amicizia con le altre protagoniste, in particolar modo con Mion e Rena che considera le sue migliori amiche. Entrambe però, sembrano essere attratte in modo particolare dal ragazzo. Del resto Mion ne pare innamorata e Rena invece, sembra non esplicitare chiaramente ciò che prova nei confronti di Keiichi, ma dopotutto è l'unica che riesce a capirlo davvero. Inoltre, il ragazzo è molto persuasivo e riesce quasi sempre a rigirare la situazione a proprio vantaggio con un semplice dialogo. Si tratta di un ragazzo abbastanza ingenuo, ma si adatta velocemente ai giochi pieni di imbrogli delle ragazze rivelandosi più astuto di loro. È il primo, oltre a Rika, a ricordare gli avvenimenti degli archi precedenti. In un sondaggio di popolarità risalente al 2015, Keiichi è stato votato come il quarto personaggio più popolare della serie.
Rena Ryūgū (竜宮 レナ?, Ryūgū Rena)
Doppiata da: Mai Nakahara
Anche lei, come Keiichi, si è trasferita da poco a Hinamizawa e si affeziona subito all'ultimo arrivato. Appare molto misteriosa, ma è un'ottima osservatrice che riesce a svelare almeno in parte il mistero che avvolge il villaggio. I suoi genitori sono divorziati e durante la storia vive con il padre, a cui tiene molto. Utilizza come arma una mannaia. Reina è nata ad Hinamizawa ma ha vissuto a Ibaraki, dopo che suo padre perse il lavoro e sua madre ne trovò un altro in quella città. Quando sua madre iniziò a presentarle un collega di lavoro la ragazzina credette che fosse solo un amico, ma dopo una chiacchierata con la madre scoprirà che la donna vuole divorziare da suo marito e sposare quell'uomo, di cui era incinta. Reina dopo l'avvenimento iniziò ad odiare la donna tanto da spaccare tutti i suoi averi e mobili, per poi passare alle vetrate della sua stessa scuola e ai suoi compagni e amici. Venne poi internata per un po' di tempo dove iniziò a percepire su di sé gli effetti della Maledizione di Oyashiro-Sama: sentì una presenza accanto al suo letto quando dormiva, e un dolore al polso, tanto che ad un certo punto tentò di tagliarsi le vene, ma al posto del sangue uscirono vermi che subito tentavano di rientrare. Nel suo delirio e disgusto, Reina avvertì la voce di Oyashiro-Sama che le intimò di tornare a Hinamizawa. Reina decise di seguire quel ordine e lei e suo padre tornarono a vivere nella sua città natale, dove cambiò il proprio nome in Rena. Fra i protagonisti è sicuramente la più intelligente ed intuitiva. Non solo riesce più volte a comprendere cosa è realmente successo partendo da prove molto elementari, ma è altresì la più scaltra a lasciare la scena quando le cose cominciano a mettersi male. È un'abile stratega, e risulta spesso la mente machiavellica dietro le tattiche utilizzate dal gruppo. Inoltre, Rena non perde occasione per mostrare quanto sia affezionata al suo gruppo di amici. Sembra provare qualcosa per Keiichi in quanto pare essere l'unica a capirlo davvero, ma non lo espliciterà mai chiaramente. In un sondaggio di popolarità risalente al 2015, Rena è stata votata come il personaggio più popolare della serie.
Mion Sonozaki (園崎 魅音?, Sonozaki Mion)
Doppiata da: Satsuki Yukino
È una ragazza dai capelli verdi e ha una sorella gemella, che nel primo capitolo non viene mostrata. Infatti la serie gioca sul loro scambio di ruolo, insinuando spesso il dubbio che la persona in questione si tratti di lei o della gemella. È la compagna più anziana della classe di Keiichi, appartiene a una delle più nobili famiglie del luogo e per questo tutti le portano rispetto. Ha una pistola ad pistola ad aria compressa che tiene sempre in una fondina ascellare (tranne quando indossa l'uniforme scolastica) ma non usa mai quest'arma, il suo unico combattimento viene svolto a mani nude. È interessata a Keiichi, ma teme che lui non la consideri femminile a causa del suo carattere molto schietto e rude. Nel videogioco Higurashi Daybreak la si vede combattere con due pistole ed un bazooka. In un sondaggio di popolarità risalente al 2015, Mion è stata votata come il terzo personaggio più popolare della serie.
Shion Sonozaki (園崎 詩音?, Sonozaki Shion)
Doppiata da: Satsuki Yukino
È la sorella gemella di Mion. Le scelte di Keiichi hanno una rilevanza fondamentale nella sua vita. Il suo carattere cambia molto a seconda delle vicende ed ha paura di ciò che la sua famiglia le potrebbe fare (e che in alcuni capitoli le ha fatto), dato che non è ben accetta dalla stessa. Utilizza come arma un taser, ma solitamente solo per stordire le persone. Nel videogioco Higurashi Daybreak la si vede combattere anche con due pugnali. Si tratta della vera erede dei Sonozaki, ostacolata da sempre dalla sua famiglia nella relazione con Satoshi Houjou, fratello maggiore di Satoko Houjou, proveniente da una famiglia umile e malvista dal villaggio. Per punizione, viene torturata per aver disubbidito (le avevano strappato tre unghie dalla mano sinistra) e continua a vivere lontano dalla casa madre. In un sondaggio di popolarità risalente al 2015, Shion è stata votata come il quinto personaggio più popolare della serie.
Satoko Houjou (北条 沙都子?, Hōjō Satoko)
Doppiata da: Mika Kanai
È la ragazza più giovane del gruppo. I suoi genitori sono stati uccisi e suo fratello è scomparso. Cerca di vivere con la sua amica Rika, ma in alcuni capitoli suo zio Teppei torna a Hinamizawa e la costringe a vivere con lui maltrattandola in continuazione. A causa di ciò Satoko rimane scioccata e prova un crescente odio nei confronti degli uomini. È malvista da tutti in città per la fama della sua famiglia. Utilizza come arma le trappole. Nel videogioco Higurashi Daybreak la si vede combattere corpo a corpo, unendo la strategia di piazzare trappole di vario tipo. Molto attaccata alla sua famiglia. I suoi genitori, che si sono rifiutati di sacrificarsi per salvare la città, sono stati uccisi e suo fratello è scomparso misteriosamente dopo l'omicidio dello zio che maltrattava sempre la bambina. Soffre di daltonismo, a causa di ciò che hanno fatto i suoi genitori, tutti gli adulti del villaggio (a parte Irie e Chie) la ignorano. Nel corso della serie, viene suggerito che sia stata proprio Satoko, colpita dalla Sindrome di Hinamizawa, a causare l'incidente in cui sono morti i genitori, come conseguenza dell'ostracismo del villaggio. Satoko è la bambina più innocua del gruppo, e anche se scherza moltissimo vuole semplicemente essere accettata dal gruppo. Quando vive a casa di Rika la vede spesso parlare da sola e ogni volta crede alla scusa che le dice, anche se a volte teme che tutti la prendano in giro. In un sondaggio di popolarità risalente al 2015, Satoko è stata votata come l'ottavo personaggio più popolare della serie.
Rika Furude (古手 梨花?, Furude Rika)
Doppiata da: Yukari Tamura
È l'unica del gruppo che sembra ricordare gli eventi passati e le innumerevoli morti avvenute, tanto da far pensare che la vicenda sia molto più antica ed estesa di quella raccontata dai capitoli. Saggia ed intelligente, è una piccola sacerdotessa che cerca in ogni modo di porre fine a questa tortura ripetuta all'infinito. Rika non ha un'arma preferita, è il personaggio che non ricorre quasi mai alla violenza. La si vede qualche volta brandire il randello sacrificale durante la cerimonia. L'unica volta che usa delle armi queste sono una bomboletta antistupro e una siringa contenente un qualche veleno anestetico. Nel videogioco Higurashi Daybreak la si vede combattere con un rastrello. Figlia di un sacerdote del tempio, i suoi genitori vengono uccisi prima dell'inizio della storia, e si vede così la bambina parlare spesso da sola ma in realtà si scoprirà che comunica con un fantasma legato a questo continuo ripetersi del tempo. Vive in una casa da sola dove in varie saghe le fa compagnia Satoko Hojo. Rika è l'unica persona che mantiene un ricordo degli episodi passati. La bambina è l'unica a stringere amicizia con un poliziotto che si rivela essere fondamentale nel corso della serie. Non fa affidamento su nessun altro, cercando di risolvere da sola il problema. Particolarità di Rika è la sua enorme maturità, la bambina anche se è la più piccola del gruppo ha due voci, una adatta alla sua età l'altra molto più matura e chi la sente rimane sempre stupito. A volte vuole abbandonare la sfida, stanca di morire in continuazione e di ricordarsi di ogni evento. Ma nell'ultima grazie anche all'incoraggiamento di Keiichi Maebara e dei suoi amici affermerà di provarci "ancora un'ultima volta". In un sondaggio di popolarità risalente al 2015, Rika è stata votata come il secondo personaggio più popolare della serie.
Hanyu (羽入?, Hanyū)
Doppiata da: Yui Horie
La misteriosa "studentessa trasferita" che si vede per la prima volta in Matsuribayashi-hen. Ha un paio di corna di colore scuro sulla testa, una delle quali è leggermente scheggiata. Nella sound novel originale, vengono menzionate da Keiichi, che le ha scambiate per giocattoli, ma dopo aver notato che Hanyu si sentiva presa in giro, si scusa e i membri del club le assicurano che non aveva niente che non andava. Tuttavia, nell'anime, nessuno li nota o li menziona, tranne Takano che la chiama "mostro". Appare a Rika da quando questa è nata, ma solo in Matsuribayashi-hen e Miotsukushi-hen ottiene il potere di interagire con gli altri con un corpo materiale, fingendosi una lontana parente di Rika e le è stato dato il nome "Hanyu Furude". Come molti dei personaggi, può essere spaventosa quando è arrabbiata e, con la sua natura simile a quello di uno spirito, il suo aspetto può cambiare con il suo umore fino a quando non assume una forma fisica. È lei la responsabile del continuo ripetersi del giugno 1983, che ha creato per salvare Rika dalla morte. È anche la responsabile del "passo che senti dopo aver smesso di camminare", della "sensazione di essere osservato mentre dormi" e di sentire "Mi dispiace" quando nessuno è in giro o lo dice, il che fa sì che i personaggi abbiano gravi paranoie. Segue i protagonisti, scusandosi ripetutamente per non essere stata in grado di cambiare il loro destino. È molto mite e spesso fa il verso "Au au, au au..." quando è nervosa o a disagio, o a volte mentre cerca di dire qualcosa. Tende a concludere le sue frasi con nano desu (なのです? lett. "è così"). Non le piacciono l'alcol e il kimchi, che Rika beve in grandi quantità come punizione quando trova Hanyu fastidiosa (dato che i sensi di Hanyu e Rika sono collegati tra loro finché Hanyu non prende forma fisica). Menziona che lei è un "essere al di sopra degli umani" dopo essere stata sacrificata per espiare il peccato di quest'ultima, mentre sia Rika che Takano la descrivono come una sorta di divinità. Rika si riferisce a lei come "Oyashiro" quando parla con gli altri (ciò è evidente nel dialogo tra Shion e Rika in Meakashi-hen) ma non la considera personalmente come Oyashiro; invece, la vede come un'amica intima. In Higurashi no naku koro ni rei, Hanyu dice a Rika che è stata sacrificata per espiare i peccati della gente del villaggio, e poi chiede a Ōka Furude (la figlia di Hanyu e antenata di Rika, che appare fisicamente quasi identica a quest'ultima) di ucciderla, rendendo così il villaggio un posto migliore. Nell'arco esclusivo per DS, Kotohogushi-hen, è stato rivelato che il vero nome di Hanyu era Hainiryun Ieasomuuru Jieda (ハイ=リューン・イェアソムール・ジェダ?), e che aveva una figlia, Ōka, con il sacerdote shintoista Riku che la aveva salvata da un incendio in casa.

### Personaggi secondari
Satoshi Houjou (北条 悟史?, Hōjō Satoshi)
Doppiato da: Yū Kobayashi
Satoshi è il fratello maggiore di Satoko Houjou. Anche se attualmente è scomparso, la sua influenza in passato è la chiave delle azioni di molti personaggi di Higurashi. In un sondaggio di popolarità risalente al 2015, Satoshi è stato votato come il quindicesimo personaggio più popolare della serie.
Oyashiro (オヤシロ?)
Sempre chiamato Oyashiro-sama, è una divinità venerata ad Hinamizawa e sembra sia molto violento e brutale; il suo tempio sacro è pieno di antiche macchine di tortura. Si scopre che in realtà è un'entità benevola, il cui vero nome è Hanyuu, capostipite della famiglia Furude. Ha sempre seguito le vicende del villaggio impossibilitata a intervenire e invisibile a tutti salvo a Rika. Sarà con l'aiuto degli altri ragazzi che riuscirà a raggiungere Hinamizawa con un corpo fisico, presentato a tutti gli altri come una lontana cugina di Rika. Era uno degli alieni precipitati della palude di Onigafuchi, e nel tentativo di fermare il contagio della malattia, si innamorò di Riku Furude. In un sondaggio di popolarità risalente al 2015, Oyashiro è stato votato come il diciottesimo personaggio più popolare della serie.
Kuraudo Ooishi (大石 蔵人?, Ōishi Kuraudo)
Doppiato da: Chafūrin
Kuraudo Ooishi è un investigatore veterano della polizia di Okinomiya che è ostinato a voler risolvere il mistero degli omicidi di Hinamizawa prima del suo pensionamento, per vendicare così la prima vittima che era sua amica. In un sondaggio di popolarità risalente al 2015, Ooishi è stato votato come il ventiduesimo personaggio più popolare della serie.
Jirou Tomitake (富竹 ジロウ?, Tomitake Jirō)
Doppiato da: Toru Ohkawa
Jirou Tomitake è un fotografo professionista che occasionalmente visita Hinamizawa. In un sondaggio di popolarità risalente al 2015, Tomitake è stato votato come il decimo personaggio più popolare della serie.
Miyo Takano (鷹野 三四?, Takano Miyo)
Doppiata da: Miki Itō
Miyo è l'infermiera della clinica del villaggio che ha un forte interesse per il passato e la cultura di Hinamizawa e che segna tutte le sue speculazioni su dei blocchi note. In un sondaggio di popolarità risalente al 2015, Takano è stata votata come il tredicesimo personaggio più popolare della serie.
Kyousuke Irie (入江 京介?, Irie Kyōsuke)
Doppiato da: Toshihiko Seki
Kyousuke è il capo dottore della clinica del villaggio. Nonostante la sua giovane età e il fatto che abbia una passione per i vestiti da maid, è molto rispettato nella comunità. In un sondaggio di popolarità risalente al 2015, Irie è stato votato come il ventiquattresimo personaggio più popolare della serie.
Rumiko Chie (知恵 留美子?, Chie Rumiko)
Doppiata da: Fumiko Orikasa
Rumiko è l'insegnante della classe di Keiichi. In un sondaggio di popolarità risalente al 2015, Rumiko è stata votata come il venticinquesimo personaggio più popolare della serie.
Mamoru Akasaka (赤坂 衛?, Akasaka Mamoru)
Doppiato da: Daisuke Ono
Mamoru è il protagonista di Himatsubushi-hen. È un giovane investigatore del Dipartimento Cittadino della Polizia di Tokyo. In un sondaggio di popolarità risalente al 2015, Mamoru è stato votato come il diciassettesimo personaggio più popolare della serie.
Tatsuyoshi Kasai (葛西 辰由?, Kasai Tatsuyoshi)
Doppiato da: Fumihiko Tachiki
Tatsuyoshi è un dipendente della famiglia Sonozaki che sembra un agente segreto. In un sondaggio di popolarità risalente al 2015, Kasai è stato votato come il trentaquattresimo personaggio più popolare della serie.
Teppei Houjou (北条 鉄平?, Hōjō Teppei)
Doppiato da: Katsuhisa Hōki
Teppei è lo zio e il padre adottivo di Satoko e Satoshi. Lui e sua moglie furono costretti a prendersi cura di Satoko e Satoshi prima della morte dei loro genitori, ma hanno abusato di loro. In un sondaggio di popolarità risalente al 2015, Teppei è stato votato come l'undicesimo personaggio più popolare della serie.
Tamae Houjou (北条 玉枝?, Hōjō Tamae)
Doppiata da: Kujira
Tamae è la zia e la madre adottiva di Satoko e Satoshi. È stata picchiata a morte la notte dell'ultimo anno del Festival del Watanagashi.
Oryō Sonozaki (園崎 お魎?, Sonozaki Oryō)
Doppiata da: Shizuka Okohira
Oryō è la nonna di Mion e Shion ed è il capo della casata Sonozaki.
Kiichirou Kimiyoshi (公由 喜一郎?, Kimiyoshi Kiichirō)
Doppiato da: Masaaki Tsukada
Kiichirou è il capo di una delle Tre Famiglie, e il capo ufficiale del villaggio di Hinamizawa. In un sondaggio di popolarità risalente al 2015, Kimiyoshi è stato votato come il ventitreesimo personaggio più popolare della serie.
Rina Mamiya (間宮 リナ?, Mamiya Rina)
Doppiata da: Misa Watanabe
Rina è una donna che appare nella vita di Rena nel capitolo Tsumihoroboshi-hen. In un sondaggio di popolarità risalente al 2015, Rina è stata votata come il quarantunesimo personaggio più popolare della serie.
Akane Sonozaki (園崎 茜?, Sonozaki Akane)
Doppiata da: Kikuko Inoue
Akane è la madre di Mion e Shion Sonozaki ed è la figlia di Oryō Sonozaki, il capo della casata Sonozaki. In un sondaggio di popolarità risalente al 2015, Akane è stata votata come il trentacinquesimo personaggio più popolare della serie.
Tetsuro Okonogi (小此木 鉄郎?, Okonogi Tetsurō)
Doppiato da: Ken Narita (giochi), Jūrōta Kosugi (anime)
Okonogi è il capo di un'organizzazione chiamata Yamainu. In un sondaggio di popolarità risalente al 2015, Okongi è stato votato come il ventiseiesimo personaggio più popolare della serie.
Nomura (野村?, Nomura)
Doppiata da: Rie Tanaka
Nomura è una donna che rappresenta "Tokyo", una misteriosa organizzazione artefice di un complotto. In un sondaggio di popolarità risalente al 2015, Nomura è stata votata come il ventunesimo personaggio più popolare della serie.
Frederica Bernkastel (フレデリカ ベルンカステル?,  Furederika Berunkasuteru)
Doppiata da: Yukari Tamura
Frederica è un essere onnipresente dell'universo di Higurashi.
Yukie Akasaka (赤坂 雪絵?, Akasaka Yukie)
Doppiata da: Risa Mizuno
Yukie è la moglie di Mamoru e viene mostrata solo in Himatsubushi-hen. In un sondaggio di popolarità risalente al 2015, Yukie è stata votata come il cinquantacinquesimo personaggio più popolare della serie.

## Manga

### Onisarashi-hen
Natsumi Kimiyoshi (公由 夏美?, Kimiyoshi Natsumi)
Natsumi è una normale ragazza liceale che recentemente si è trasferita a Okinomiya da una grande città.
Kuraudo Oishi (大石 蔵人?, Ōishi Kuraudo)
Kuraudo Oiishi cerca di mettersi in contatto con Natsumi per scoprire la verità su certi "misteri irrisolti".
Mamoru Akasaka (赤坂 衛?, Akasaka Mamoru)
Mamoru è un investigatore professionista del Dipartimento Cittadino di Polizia di Tokyo. Ha stretto un accordo con Oishi per risolvere alcuni misteri.

### Yoigoshi-hen
Akira Otobe (乙部 彰?, Otobe Akira)
Akira è un giovane ragazzo che si trova a vagare da solo per la foresta della Hinamizawa abbandonata, senza ricordi di cosa stava facendo lì. Il suo aspetto ricorda quello di Satoshi. In seguito viene rivelato che era venuto nella città per commettere suicidio con altre persone dopo aver accumulato un grande debito, ma alla fine non era stato capace ad uccidersi.
Mion Sonozaki (園崎 魅音?, Sonozaki Mion)
Mion è una donna che dichiara di essere stata ad Hinamizawa prima del disastro. Si scopre essere Shion Sonozaki, posseduta dallo spirito di Mion che è morta nell'esplosione della scuola alcuni anni prima. È venuta ad Hinamizawa in cerca di un oggetto che possa provare il suo diritto alla successione del nuovo capo della famiglia Sonozaki.
Ryūnosuke Arakawa (荒川 龍ノ介?, Arakawa Ryūnosuke)
Ryūnosuke è una giornalista scandalistica che giunge a Hinamizawa appena finisce il blocco del villaggio.
Yae Towada (十和田 八重?, Towada Yae)
Yae visita Hinamizawa con il suo fidanzato, Takumi, dopo che il blocco finisce.
Takumi Kurosawa (黒澤 工?, Kurosawa Takumi)
Takumi visita Hinamizawa con la sua fidanzata, Yae, a causa delle sue sollecitazioni.

### Himatsubushi-hen
Miyuki Akasaka (赤坂 美雪?, Akasaka Miyuki)
Miyuki è la figlia di Mamoru che è riuscita a salvarsi dopo l'incidente di Yukie.

## Esclusiva DS

### Kagebōshi-hen
Tomoe Minai (南井 巴?, Minai Tomoe)
Tomoe è un nuovo poliziotto che sta investigando sugli strani avvenimenti che si stanno verificando in tutto il Giappone.
Madoka Minai (南井 まどか?, Minai Madoka)
Madoka è una sorella di Tomoe. Come sua sorella, anche lei è un poliziotto.
Shingo Fujita (藤田 慎吾?, Fujita Shingo)
Shingo lavora al Dipartimento di Polizia di Okinomiya ed è un buon amico di Tomoe.
Kaoru Yamaoki (山沖 薫?, Yamaoki Kaoru)
Kaoru è un Capo di Polizia di 57 anni per cui lavorano Tomoe, Shingo e Madoka. Sembra un buon amico di Oiishi.

### Yoigoshi-hen
Miyuki Sorimachi (反町 美雪?, Sorimachi Miyuki)
Miyuki è una scrittrice indipendente che mira a svelare i misteri di Hinamizawa con Ryūnosuke. Si scopre che è in realtà Miyuki Akasaka, figlia di Mamoru da adulta (Sorimachi è il suo nome da sposata) e che è un poliziotto sotto copertura.

### Tokihogushi-hen
Nagisa Ozaki (尾崎 渚?, Ozaki Nagisa)
Nagisa è una ragazza dai capelli blu che fa la sua prima apparizione in Tokihogushi-hen; il suo ruolo nella storia è sconosciuto. Sembra sia un'amica d'infanzia di Rena.
Satoshi Tsukada (塚田 理?, Tsukada Satoshi)
Satoshi è il Segretario del Ministero della Salute che appare per la prima volta in Tokihogushi-hen; il suo ruolo nella storia è sconosciuto.

### Kotohogushi-hen
Riku Furude (古手 陸?, Furude Riku)
Riku Furude è uno degli antenati di Rika, nonché Capo e Sacerdote Scintoista della Casata Furude. Si innamora di Hainiryuun, con la quale in seguito ha un figlio di nome Ōka Furude. Egli fu il motivo per cui Hainiryuun venne soprannominata "Hanyū": dato che faceva fatica a ricordare e a pronunciare il suo nome, lo abbreviò in Hanyū.
Shino Kimiyoshi (公由 志乃?, Kimiyoshi Shino)
Shino è il Capo della Famiglia Kimiyoshi e l'antenata di Natsumi e Kiichirou. Dato che non si spaventò delle corna di Hainiryuun, diventò una sua buona amica.
Mao Sonozaki (園崎 魔央?, Sonozaoki Mao)
Mao è il capo della famiglia Sonozaki e l'antenata di Oryō, Akane, Mion e Shion. Sembra che lei e Shino non vadano d'accordo.

### Miotsukushi-hen
Shirō Hanada (花田 史郎?, Hanada Shirō)
Shirō viene menzionato in Kagebōshi-hen, ma appare solo in Miotsukushi-hen del DS. Sembra essere un ex-collega di Shingo, e un ex-subordinato di Tomoe.
Kazuma Hatakeyama (畠山 一馬?, Hatakeyama Kazuma)
Kazuma è il proprietario della casa di riposo di Okinomiya, dove Natsuki lavora part-time. Tuttavia lui e la sua famiglia vennero misteriosamente uccisi.
Aoi Hatakeyama (畠山 あおい?, Hatakeyama Aoi)
Aoi è il figlio di 10 anni di Kazuma. È l'unico membro della famiglia ad essere sopravvissuto agli omicidi e ora è sotto la protezione della polizia in ospedale.